# آنيت بنينغ
آنيت فرانسيس بنينغ (Annette Bening) ممثلة أمريكية (29 مايو 1958), ترشحت أربعة مرات لجائزة الأوسكار، فازت بجائزة غولدن غلوب لمرتين، وفازت بجائزة البافتا لأفضل ممثلة عام 2000 عن دورها في فيلم جمال أمريكي، هي زوجة الممثل وارن بيتي, وأنجبت معه أربعة أطفال.

## النشأة
ولدت في مدينة توبيكا بولاية كانساس في 29 مايو 1958ولكن عائلة أنيت رحلت إلى مدينة سان دييغو في ولاية كاليفورنيا بعد ذلك ببضع سنوات. ووضحت الموهبة التي تختزنها بداخلها تجاه الفن حيث كانت بدايتها راقصة في مسرح الكلية. وفي النهاية أنهت دراستها الجامعية في جامعة سان فرانسيسكو ودفعت مصاريفها من خلال عملها طباخة في أحد المطاعم. وبدأت بينينغ في التمثيل من خلال معهد سان فرانسيسكو للمسرح الأمريكي قبل أن تقرر الرحيل إلى مدينة نيويورك للسير قدما في مسيرتها الفنية.

## السيرة المهنية

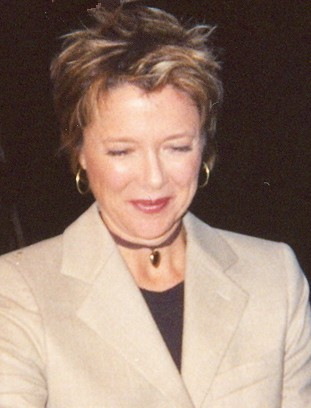
أنيت بينينج في تورونتو

حصلت على ترشيح أفضل ممثلة في مهرجان جائزة توني ومهرجان Clarence Derwent عن دورها القوي في Coastal Disturbances قبل أن تغيب لمدة خمس سنوات متصلة قبل أن تحصل على دور لها في أحد الأفلام. كان دورها زوجة النجم دان إيكرويد سريعة الغضب في الفيلم The Great Outdoors سنة 1988. وهذا العمل جر رجلها لأعمال أخرى وأبرزها دور شخصية ميلوس فورمان في الفيلم Valmont سنة 1989. ولكن الفيلم عانى من مقارنة النقاد السينمائيين بينه وبين فيلم المخرج ستيفن فريرز Dangerous Liaisons الذي تم إنتاجه قبل سنة واحدة فقط ويحمل نفس القصة. ولحسن الحظ فإن الأمر لم يتكرر معها عندما وافقت على تمثيل دورها في الفيلم The Grifters في سنة 1990.
الفيلم الذي أخرجه ستيفن فريرز وهو مقتبس من رواية تحمل نفس الاسم للكاتب جيم ثومبسون فإن الفيلم The Grifters لاقا صدى ممتاز عند عرضه خصوصا لبطلي الفيلم وهما أنجيليكا هيوستن وجون كوزاك وأيضا بنينغ. فقد نالت الترشيح لجائزة أفضل ممثلة مساندة في مهرجانات Oscar، New York Film Critics Circle، وBritish Academy. اختارتها مجلة Screen World ضمن 12 ممثلة ينتظرهن مستقبل باهر في المستقبل. أدائها لفت انتباه وارن بيتي أثناء قيامهما ببطولة الفيلم Bugsy سنة 1991. التي استطاعت به نيل الترشيح لإحدى جوائز الغولدن غلوب وتزوجت من بيتي في سنة 1992. وهو الزواج الثاني في حياتها بعد الأول من جي ستيفن وايت واستمر الزواج من 1984 إلى 1991 مع العلم أنها انفصلت عنه منذ سنة 1984, وبعدها تزوجت من وارن بيتي في 12 مارس 1992 ولديها منه أربعة أبناء هم كاثلين (1992) بينجامين (1994) إيزابيل (1997) إيلا كورين (8 أبريل 2000). وتتكون عائلتها أيضا من الأخوين براد وبايرون وأخت واحدة. أخت زوجها هي الممثلة المنتجة المخرجة والكاتبة شيرلي مكلاين. وهي عمة الممثلة الشابة ساتشي باركر. بسبب حملها الأول بطفلتها كاثلين فإنها اعتذرت عن دور المرأة القطة في الفيلم Batman Returns الذي ذهب إلى النجمة ميشيل فايفر. واستطاع الثنائي السعيد أن يجتمع مرة أخرى من خلال قصة حب تقع في عام 1957 من خلال الفيلم An Affair to Remember. لسوء الحظ سقط الفيلم سقوطا كبيرا من خلال شباك التذاكر والنقاد السينمائيون. أنيت بنينغ استطاعت النهوض من جديد بكسبها دور قوي أدت خلالها شخصية حبيبة مايكل دوغلاس في الفيلم The American President سنة 1995، وأخرجت كل ما في جعبتها من موهبة في قصة حياة ريتشارد لونكرينز في الفيلم Richard III سنة 1996. حيث أدت بتألق دور الملكة إليزابيث. وواصلت سلسلة نجاحاتها بفيلم المخرج تيم برتون Mars Attacks.
بعد أدوارها المهمة في الفيلمين The Siege سنة 1998 وIn Dreams سنة 1999 فإنها أصبحت نجمة في سماء هوليوود بقيامها بدور زوجة النجم كيفن سبيسي في الفيلم American Beauty سنة 1999. الفيلم الذي ضم طاقمه التمثيلي: كريس كوبر، ثورا بيرتش، ويس بينتلي، ومينا سوفاري فإن أنيت نالت الإعجاب من الجميع على أدائها القوي في الفيلم الذي اعتبر أفضل فيلم في تلك السنة. مع العلم أنها كانت الاختيار الأول لشخصية كارولاين بورنهام في الفيلم. الجمهور المعجب بها والذي يتابع مسيرتها الفنية يلاحظ عليها التأني كثيرا في اختيار أدوارها السينمائية ولكن لا يستطيع أي شخص لومها في هذا البطء في الاختيار لأنها ترغب في تمثيل أدوار ممتازة قليلة على تمثيل أدوار كثيرة ومليئة بالاختيارات السيئة. ساهمت ماديا في دعم حملة هيلاري كلينتون للفوز بمقعد ولاية نيويورك في مجلس الشيوخ الأمريكي سنة 2000. دورها كمخلوقة فضائية في فيلم المخرج جاري شاندلينغ الكوميدي What Planet Are You From? سنة 2000 نستطيع أن نجعله استثناء في مسيرتها الفنية حيث كان محرجا لجمهورها والنقاد السينمائيون، ولكن دورها في مسلسل الكارتون التاريخي Liberty's Kids أرجعها مرة أخرى إلى طريق النجاح. في سنة 2003 نالت أنيت بنيغ الكثير من النقد الإيجابي على قبولها دور زوجة النجم كيفن كوستنر في الفيلم Open Range، وحصلت على دور البطولة في الفيلم Being Julia سنة 2004 والمقتبس عن رواية الكاتب سوميرسيت ماوغهام المسرحية.

## وصلات خارجية
- آنيت بنينغ على موقع IMDb (الإنجليزية)
- آنيت بنينغ على موقع الموسوعة البريطانية (الإنجليزية)
- آنيت بنينغ على موقع روتن توميتوز (الإنجليزية)
- آنيت بنينغ على موقع مونزينجر (الألمانية)
- آنيت بنينغ على موقع ألو سيني (الفرنسية)
- آنيت بنينغ على موقع ميوزك برينز (الإنجليزية)
- آنيت بنينغ على موقع تيرنر كلاسيك موفيز (الإنجليزية)
- آنيت بنينغ على موقع أول موفي (الإنجليزية)
- آنيت بنينغ على موقع بوكس أوفيس موجو (الإنجليزية)
- آنيت بنينغ على موقع قاعدة بيانات برودواي على الإنترنت (الإنجليزية)
- People in Film: Annette Bening – Focus Features
- Annette Bening at Emmys.com